# Lot in Sodom
Lot in Sodom (traducción literal en español: Lot en Sodoma) es un cortometraje estadounidense mudo de 28 minutos de duración, rodado en 1933, dirigido por James Sibley Watson y Melville Webber.

## Tema
Dos huéspedes en casa del personaje bíblico Lot, son acosados por el pueblo de Sodoma.

## Argumento
Lot recibe en su casa la visita de un ángel a quien aloja como huésped en su casa. Lot, que reside en el ciudad de Sodoma, la ciudad del pecado. Sus habitantes, que tienen establecido una especie de derecho de pernada con todo visitante forastero a la ciudad, quieren tener relaciones sexuales con el ángel, pero Lot se niega a las pretensiones de sus vecinos. Lot ofrece a sus hijas y esposa como sacrificio a sus vecinos para que descarguen con ellas, pero éstos, tras acceder al ofrecimiento de Lot, siguen empeñados en querer tener sexo con el forastero.
El ángel le dice a Lot y a su familia que huyan de la ciudad, porque ésta será destruida por las llamas y que en su huida, les dice que no miren atrás. Mientras Sodoma es destruida, la esposa de Lot, se vuelve estatua de sal, por no hacer caso al ángel y mirar atrás, entendiendo que al mirar atrás, sentía cierta añoranza de Sodoma y el pecado establecido en dicha ciudad.

## Premios
National Board of Review
| Año  | Reconocimiento              | Resultado |
| ---- | --------------------------- | --------- |
| 1934 | Diez mejores filmes del año | Incluida  |

## Curiosidades
- Está dentro de lo que se considera como Películas de Dominio Público, pues sus derechos de autor ya han prescrito.
- La carga sexual de la cinta es más que evidente durante todo el metraje.
- Los genitales femeninos (vulva y vagina), son representados por flores que se abren una y otra vez. También son simbolizados por la palabra templo y la portada de un templo.
- Los genitales masculinos son representados por una serpiente, como hiciera el Marqués de Sade en su obre Justine o los infortunios de la virtud.
- El coito en sí es representado por la cabeza de una serpiente que penetra por una portada adintelada de un templo.